# Excelsior (Diamant)

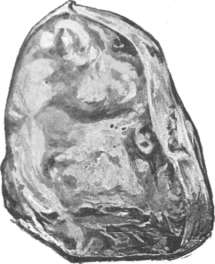
Excelsior als Rohstein

Mit 995,20 Karat ist der Diamant Excelsior der bisher siebtgrößte natürliche Diamant. Er wurde durch den Lucara-Diamant, welcher 2015 in Botswana gefunden wurde, von seinem Platz als zweitgrößter Rohdiamant verdrängt.
Gefunden wurde er am 30. Juni 1893 in der Jagersfontein-Mine in Südafrika. Er wurde vom Amsterdamer Schleifer J. Asscher in 22 Steine geteilt; der größte wiegt 373,75 Karat und befindet sich heute im Besitz von Robert Mouawad (Paris). Die anderen Steine sind zwischen 69,68 und fast 1 Karat groß.